# Catedral de Nossa Senhora do Carmo
A Catedral de Nossa Senhora do Carmo é a catedral da diocese de Parintins, no Amazonas.

## História
A devoção a Nossa Senhora do Carmo chegou à região com os missionários carmelitas. A paróquia teve início em 1806, com a construção de uma capela chamada São Benedito, idealizada pelo frei carmelita José das Chagas, na Praça do Cristo Redentor.
Essa capela foi demolida em 1905, e a imagem de Nossa Senhora do Carmo foi transferida para uma igreja inaugurada em 1895 na Praça do Sagrado Coração de Jesus, onde permaneceu até 1962.
Em 1958, iniciou-se a campanha para a nova catedral, liderada por Dom Arcângelo Cérqua. A construção começou efetivamente em 1961, com projeto do engenheiro italiano Giovanni Butori e apoio do Padre Jorge Frezzini.
A Prelazia de Parintins foi elevada à dignidade de diocese pelo Papa João Paulo II, no dia 30 de outubro de 1980. Em 1981, a catedral foi concluída, com o término da torre. A instalação da diocese deu-se em 16 de agosto de 1981, por Dom Carmine Rocco, núncio apostólico no Brasil.
Em 1965 aconteceu o primeiro Festival Folclórico de Parintins, criado por um grupo de amigos ligados à Juventude Alegre Católica (JAC), entre os quais Xisto Pereira, Jansen Rodrigues Godinho, Lucinor Barros e Raimundo Muniz, então presidente da entidade, além do padre Augusto, com o objetivo de arrecadar fundos para a construção da Catedral de Nossa Senhora do Carmo, padroeira de Parintins. No primeiro ano, vinte e duas quadrilhas se apresentaram, sem a presença dos bois Caprichoso e Garantido.
Em 1966 os bois-bumbá foram convidados a participar do festival, e pela primeira vez ambos participaram juntos do festival.
Em 2004, o templo foi tombado como patrimônio cultural pelo Amazonas (Lei nº 618/2004).

## Arquitetura
Com 42 metros de altura, ela é a estrutura mais alta de Parintins. Possui 176 degraus e foi finalizada em 1981, sob coordenação do engenheiro José Ribeiro e Simão Assayag.
Sua arquitetura em forma de cruz mede 75 metros de comprimento por 50 de largura, com altura máxima de 22 metros. A igreja possui sete portas principais — três frontais, duas laterais e duas nos braços da cruz — além de quatro portas internas que conduzem à sacristia. Ao entrar pela porta central, destaca-se o altar em mármore, trazido da Itália, assim como o vitral localizado ao fundo. No trono acima do altar, encontra-se a imagem de Nossa Senhora do Carmo, padroeira da Catedral.
A construção da Catedral se deu em etapas ao longo dos anos. Em julho de 1964, foi instalado o piso, e, no ano seguinte, a comunidade se mobilizou para arrecadar fundos com o Primeiro Festival Folclórico de Parintins, idealizado por José da Preferida. Em 1969, a estrutura metálica do telhado foi erguida, marcando mais um avanço significativo. A imagem de Nossa Senhora do Carmo que atualmente adorna o altar foi obtida com a ajuda do padre Pascoal Ziello, por intermédio de Dom Arcângelo Cerqua, primeiro bispo da cidade.
Em 1977, o Irmão Miguel de Pascale realizou importantes pinturas murais nas paredes da igreja, que ainda hoje impressionam os visitantes. O acabamento do piso e dos revestimentos da Catedral foi feito com tijolos e ladrilhos produzidos artesanalmente pela antiga Olaria do Padre Colombo, que pertencia à Diocese. Esses detalhes refletem o envolvimento direto da comunidade e da Igreja local na edificação desse importante templo religioso, que se tornou símbolo de fé e identidade para o povo de Parintins.

## Festa do Carmo
A Festa de Nossa Senhora do Carmo de Parintins é uma das mais tradicionais manifestações religiosas do Amazonas. Todos os anos, no mês de julho, milhares de fiéis se unem em missas, procissões e homenagens que culminam no dia 16 de julho, festa litúrgica da padroeira.